# 2020-as IIHF divízió III-as jégkorong-világbajnokság
A 2020-as IIHF divízió III-as jégkorong-világbajnokság egy tervezett jégkorongtorna volt. Az A csoportjának mérkőzéseit Kockelscheuerben, Luxemburgban rendezték volna április 19. és 25. között, a B csoport mérkőzéseit Fokvárosban, a Dél-afrikai Köztársaságban rendezték volna április 20. és 23. között. 2020. március 13-án az IIHF törölte a két tornát a Covid19-pandémia miatt.

## A csoport

### Résztvevők
| Csapat                  | Kvalifikáció                                                                     |
| ----------------------- | -------------------------------------------------------------------------------- |
| Észak-Korea             | Előző évben a divízió II/B csoportjának 6. helyén végzett és kiesett.            |
| Törökország             | Előző évben a divízió III csoportjának 2. helyén végzett.                        |
| Türkmenisztán           | Előző évben a divízió III csoportjának 3. helyén végzett.                        |
| Luxemburg               | Rendező, előző évben a divízió III csoportjának 4. helyén végzett.               |
| Tajvan                  | Előző évben a divízió III csoportjának 5. helyén végzett.                        |
| Egyesült Arab Emírségek | Előző évben a divízió III selejtező-csoportjának 1. helyén végzett és feljutott. |

### Tabella
| Hely. | Csapat                  | M | Gy | HGy | HV | V | G+ | G– | Gk | P |
| ----- | ----------------------- | - | -- | --- | -- | - | -- | -- | -- | - |
| 1.    | Észak-Korea             | 0 | 0  | 0   | 0  | 0 | 0  | 0  | 0  | 0 |
| 2.    | Törökország             | 0 | 0  | 0   | 0  | 0 | 0  | 0  | 0  | 0 |
| 3.    | Türkmenisztán           | 0 | 0  | 0   | 0  | 0 | 0  | 0  | 0  | 0 |
| 4.    | Luxemburg (R)           | 0 | 0  | 0   | 0  | 0 | 0  | 0  | 0  | 0 |
| 5.    | Tajvan                  | 0 | 0  | 0   | 0  | 0 | 0  | 0  | 0  | 0 |
| 6.    | Egyesült Arab Emírségek | 0 | 0  | 0   | 0  | 0 | 0  | 0  | 0  | 0 |

### Mérkőzések
| 2020. április 19. 12:30 | Türkmenisztán | Törölve | Észak-Korea | Patinoire de Kockelscheuer, Kockelscheuer |

|  |  |  |  |  |
|  |  |  |  |  |
|  |  |  |  |  |
|  |  |  |  |  |

| 2020. április 19. 16:00 | Törökország | Törölve | Tajvan | Patinoire de Kockelscheuer, Kockelscheuer |

|  |  |  |  |  |
|  |  |  |  |  |
|  |  |  |  |  |
|  |  |  |  |  |

| 2020. április 19. 19:30 | Egyesült Arab Emírségek | Törölve | Luxemburg | Patinoire de Kockelscheuer, Kockelscheuer |

|  |  |  |  |  |
|  |  |  |  |  |
|  |  |  |  |  |
|  |  |  |  |  |

| 2020. április 20. 12:30 | Törökország | Törölve | Türkmenisztán | Patinoire de Kockelscheuer, Kockelscheuer |

|  |  |  |  |  |
|  |  |  |  |  |
|  |  |  |  |  |
|  |  |  |  |  |

| 2020. április 20. 16:00 | Tajvan | Törölve | Egyesült Arab Emírségek | Patinoire de Kockelscheuer, Kockelscheuer |

|  |  |  |  |  |
|  |  |  |  |  |
|  |  |  |  |  |
|  |  |  |  |  |

| 2020. április 20. 19:30 | Észak-Korea | Törölve | Luxemburg | Patinoire de Kockelscheuer, Kockelscheuer |

|  |  |  |  |  |
|  |  |  |  |  |
|  |  |  |  |  |
|  |  |  |  |  |

| 2020. április 22. 12:30 | Törökország | Törölve | Egyesült Arab Emírségek | Patinoire de Kockelscheuer, Kockelscheuer |

|  |  |  |  |  |
|  |  |  |  |  |
|  |  |  |  |  |
|  |  |  |  |  |

| 2020. április 22. 16:00 | Észak-Korea | Törölve | Tajvan | Patinoire de Kockelscheuer, Kockelscheuer |

|  |  |  |  |  |
|  |  |  |  |  |
|  |  |  |  |  |
|  |  |  |  |  |

| 2020. április 22. 19:00 | Türkmenisztán | Törölve | Luxemburg | Patinoire de Kockelscheuer, Kockelscheuer |

|  |  |  |  |  |
|  |  |  |  |  |
|  |  |  |  |  |
|  |  |  |  |  |

| 2020. április 24. 12:30 | Egyesült Arab Emírségek | Törölve | Észak-Korea | Patinoire de Kockelscheuer, Kockelscheuer |

|  |  |  |  |  |
|  |  |  |  |  |
|  |  |  |  |  |
|  |  |  |  |  |

| 2020. április 24. 16:00 | Tajvan | Törölve | Türkmenisztán | Patinoire de Kockelscheuer, Kockelscheuer |

|  |  |  |  |  |
|  |  |  |  |  |
|  |  |  |  |  |
|  |  |  |  |  |

| 2020. április 24. 19:00 | Luxemburg | Törölve | Törökország | Patinoire de Kockelscheuer, Kockelscheuer |

|  |  |  |  |  |
|  |  |  |  |  |
|  |  |  |  |  |
|  |  |  |  |  |

| 2020. április 25. 12:30 | Türkmenisztán | Törölve | Egyesült Arab Emírségek | Patinoire de Kockelscheuer, Kockelscheuer |

|  |  |  |  |  |
|  |  |  |  |  |
|  |  |  |  |  |
|  |  |  |  |  |

| 2020. április 25. 16:00 | Észak-Korea | Törölve | Törökország | Patinoire de Kockelscheuer, Kockelscheuer |

|  |  |  |  |  |
|  |  |  |  |  |
|  |  |  |  |  |
|  |  |  |  |  |

| 2020. április 25. 19:00 | Luxemburg | Törölve | Tajvan | Patinoire de Kockelscheuer, Kockelscheuer |

|  |  |  |  |  |
|  |  |  |  |  |
|  |  |  |  |  |
|  |  |  |  |  |

## B csoport

### Résztvevők
| Csapat                  | Kvalifikáció                                                        |
| ----------------------- | ------------------------------------------------------------------- |
| Dél-afrikai Köztársaság | Rendező, előző évben a divízió III 6. helyén végzett és kiesett.    |
| Hongkong                | Előző évben a divízió III selejtező-csoportjának 2. helyén végzett. |
| Thaiföld                | Előző évben a divízió III selejtező-csoportjának 3. helyén végzett. |
| Bosznia-Hercegovina     | Előző évben a divízió III selejtező-csoportjának 4. helyén végzett. |

### Tabella
| Hely. | Csapat                      | M | Gy | HGy | HV | V | G+ | G– | Gk | P |
| ----- | --------------------------- | - | -- | --- | -- | - | -- | -- | -- | - |
| 1.    | Dél-afrikai Köztársaság (R) | 0 | 0  | 0   | 0  | 0 | 0  | 0  | 0  | 0 |
| 2.    | Hongkong                    | 0 | 0  | 0   | 0  | 0 | 0  | 0  | 0  | 0 |
| 3.    | Thaiföld                    | 0 | 0  | 0   | 0  | 0 | 0  | 0  | 0  | 0 |
| 4.    | Bosznia-Hercegovina         | 0 | 0  | 0   | 0  | 0 | 0  | 0  | 0  | 0 |

### Mérkőzések
| 2020. április 20. 15:00 | Hongkong | Törölve | Bosznia-Hercegovina | The Ice Station, Fokváros |

|  |  |  |  |  |
|  |  |  |  |  |
|  |  |  |  |  |
|  |  |  |  |  |

| 2020. április 20. 20:00 | Thaiföld | Törölve | Dél-afrikai Köztársaság | The Ice Station, Fokváros |

|  |  |  |  |  |
|  |  |  |  |  |
|  |  |  |  |  |
|  |  |  |  |  |

| 2020. április 21. 15:00 | Hongkong | Törölve | Thaiföld | The Ice Station, Fokváros |

|  |  |  |  |  |
|  |  |  |  |  |
|  |  |  |  |  |
|  |  |  |  |  |

| 2020. április 21. 19:00 | Dél-afrikai Köztársaság | Törölve | Bosznia-Hercegovina | The Ice Station, Fokváros |

|  |  |  |  |  |
|  |  |  |  |  |
|  |  |  |  |  |
|  |  |  |  |  |

| 2020. április 23. 15:00 | Bosznia-Hercegovina | Törölve | Thaiföld | The Ice Station, Fokváros |

|  |  |  |  |  |
|  |  |  |  |  |
|  |  |  |  |  |
|  |  |  |  |  |

| 2020. április 23. 19:00 | Dél-afrikai Köztársaság | Törölve | Hongkong | The Ice Station, Fokváros |

|  |  |  |  |  |
|  |  |  |  |  |
|  |  |  |  |  |
|  |  |  |  |  |